# Materiały do dziejów sztuki sakralnej na ziemiach wschodnich dawnej Rzeczypospolitej
Materiały do dziejów sztuki sakralnej na ziemiach wschodnich dawnej Rzeczypospolitej – inwentarz zabytków sakralnych powstały w Pracowni Badań nad Sztuką Ziem Wschodnich Dawnej Rzeczypospolitej Instytutu Historii Sztuki Uniwersytetu Jagiellońskiego pod redakcją naukową prof. Jana K. Ostrowskiego. Serię od początku wydaje Międzynarodowe Centrum Kultury w Krakowie.
Dotychczas ukazały się:

## część 1:Kościoły i klasztory rzymskokatolickie dawnego województwa ruskiego
- red. Jana K. Ostrowskiego, tomy 1–23 (w tym m.in. Lwów i Żółkiew), Kraków 1993–2015

## część 2:Kościoły i klasztory rzymskokatolickie dawnego województwa nowogródzkiego
- red. Maria Kałamajska-Saeed, tomy 1–5 (w tym m.in. Nowogródek), Kraków 2003-2017

## część 3:Kościoły i klasztory rzymskokatolickie dawnego województwa wileńskiego
- red. Maria Kałamajska-Saeed, tomy 1–4, Kraków 2005–2011

## część 4:Kościoły i klasztory rzymskokatolickie dawnego województwa trockiego
- red. Maria Kałamajska-Saeed, tom 1-4 (w tym. m.in. Grodno), Kraków 2012–2018

## część 5:Kościoły i klasztory rzymskokatolickie dawnego województwa brzeskolitewskiego
- red. Marcin Zgliński, Dorota Piramidowicz (w tym m.in. Brześć, Bereza Kartuska, Kamieniec Litewski), tom 1-3, Kraków 2013–2016

Na stronie Instytutu Historii Sztuki UJ jest dostępny wykaz obiektów opisanych we wszystkich (1–23) tomach części 1. Wydawcą serii jest Międzynarodowe Centrum Kultury w Krakowie.
W 21 tomach części I Materiałów... znajduje się 7 849 stron druku oraz 12 716 ilustracji.
W 3 tomach części II Materiałów... znajduje się 957 stron druku oraz 1 791 ilustracji.
W 4 tomach części III Materiałów... znajduje się 1 197 stron druku oraz 2 223 ilustracji.
W 1 tomie części IV Materiałów... znajduje się 267 stron druku oraz 378 ilustracji.
W 1 tomie części V Materiałów... znajduje się 344 stron druku oraz 341 ilustracji.